# Habas
Habas (okzitanisch: Havars) ist eine französische Gemeinde mit 1.464 Einwohnern (Stand: 1. Januar 2022) im Département Landes in der Region Nouvelle-Aquitaine. Sie gehört zum Arrondissement Dax und zum Kanton Orthe et Arrigans.

## Geografie
Die Gemeinde Habas liegt etwa 15 Kilometer südöstlich von Dax. Der Gave de Pau begrenzt die Gemeinde im Südwesten. Umgeben wird Habas von den Nachbargemeinden Estibeaux im Norden, Mouscardès im Nordosten und Osten, Ossages im Osten, Puyoô im Südosten, Bellocq im Südosten und Süden, Lahontan im Süden und Südwesten, Labatut im Südwesten und Westen sowie Misson im Westen und Nordwesten. Im Süden grenzt Habas an das Département Pyrénées-Atlantiques.

## Bevölkerungsentwicklung
| Jahr                       | 1962 | 1968 | 1975 | 1982 | 1990 | 1999 | 2006 | 2014 | 2021 |
| -------------------------- | ---- | ---- | ---- | ---- | ---- | ---- | ---- | ---- | ---- |
| Einwohner                  | 1371 | 1425 | 1350 | 1290 | 1310 | 1311 | 1511 | 1512 | 1463 |
| Quellen: Cassini und INSEE |      |      |      |      |      |      |      |      |      |

## Sehenswürdigkeiten

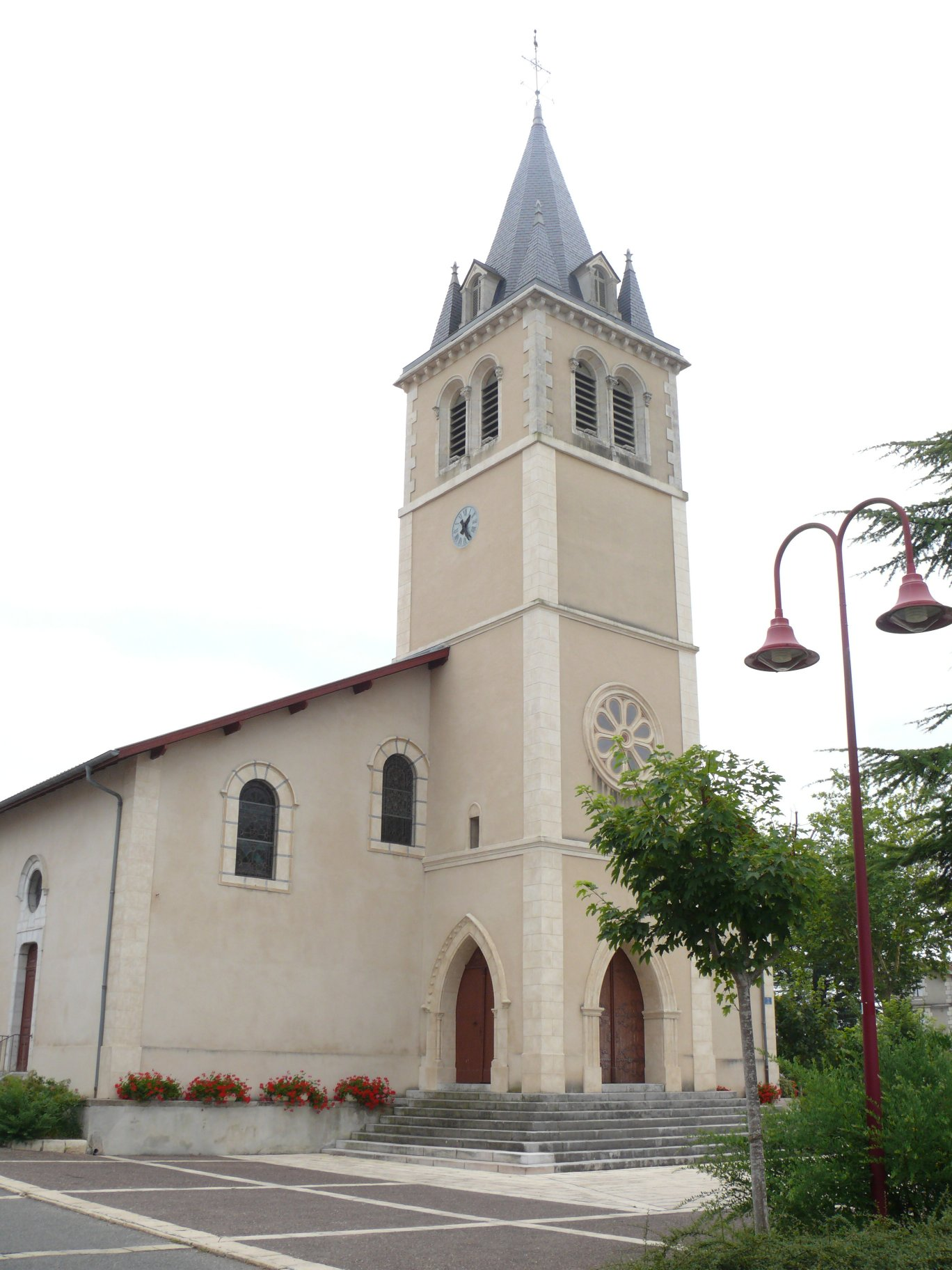
Kirche Saint-Pierre-et-Saint-Paul

- Kirche Saint-Pierre-et-Saint-Paul
- Wasserturm

## Persönlichkeiten
- François Lanusse (1772–1801),  Divisionsgeneral